# Холодилін Микола Петрович
Микола Петрович Холодилін (1843, Орловська губернія, Російська імперія — 9 квітня 1929, Луганськ, УРСР, СРСР) — громадський та політичний діяч Російської імперії, підприємець, перший міський голова Луганська.

## Біографія
Народився 1843 року в Орловській губернії у родині кріпаків. У 1850 році його батько відкупив собі волю в свого поміщика князя Шеховського і разом з родиною виїхав до Луганська, де став дрібним торговцем.
Після одруження з донькою місцевого купця Ганною Мальцевою, Холодилін отримує у власне управління придане своєї дружини — мануфактурну крамницю, пекарню та хлібний магазин.
1883 року Холодилін стає першим міським головою Луганська. За його керівництва здійснюється розбудова міста, прокладається залізниця, сам Холодилін передає місту частину власного саду, де було створено парк Гірничо-Комерційного клубу.
Після закриття у 1887 році Луганського ливарного заводу, що загрожувало існуванню міста, Холодилін домагається зустрічі з імператором Олександром III, після чого у 1895 році завод відновлює свою діяльність.
Був похований у родинному склепі на Гусинівському цвинтарі Луганська, де нині розташований сквер Пам'яті. У 2013 році у парку було відкрито знак в пам'ять про поховання у ньому Миколи Холодиліна та членів його родини.
У 1996 році на вулиці Пушкінській в історичному центрі Луганська було відкрито бронзовий пам'ятник Миколі Холодиліну.